# Agelanthus natalitius
Agelanthus natalitius är en tvåhjärtbladig växtart. Agelanthus natalitius ingår i släktet Agelanthus och familjen Loranthaceae.

## Underarter
Arten delas in i följande underarter:
- A. n. natalitius
- A. n. zeyheri